# 조시 커
조시 커(영어: Josh Kerr, 1997년 10월 8일~)는 영국의 육상 선수로 주 종목은 중거리 달리기이다. 2020년 하계 올림픽에서 남자 1500m 동메달, 2024년 하계 올림픽 남자 1500m 은메달을 획득했고 세계 선수권 대회에서 금메달 1개를 획득했다.